# Enrique Carrión
Enrique Carrión est un boxeur cubain né le 11 octobre 1967 à Santiago de Cuba.

## Carrière
Sa carrière amateur est principalement marquée par un titre de champion du monde remporté à Moscou en 1989 dans la catégorie poids coqs après sa victoire en finale contre le bulgare Serafim Todorov. Carrión remporte également deux médailles d'argent lors de l'édition suivante à Sydney en 1991 (poids coqs) et à Tampere en 1993 (poids plumes).